# Villahermosa, Michoacán de Ocampo
Villahermosa är en ort i Mexiko.   Den ligger i kommunen La Huacana och delstaten Michoacán de Ocampo, i den södra delen av landet, 300 km väster om huvudstaden Mexico City. Villahermosa ligger 196 meter över havet och antalet invånare är 163.
Terrängen runt Villahermosa är kuperad åt sydost, men åt nordväst är den platt. Runt Villahermosa är det glesbefolkat, med 16 invånare per kvadratkilometer. Närmaste större samhälle är Nueva Italia de Ruiz, 18,5 km norr om Villahermosa. Omgivningarna runt Villahermosa är en mosaik av jordbruksmark och naturlig växtlighet.